# Joseph Greenberg
Joseph Harold Greenberg (* 28. Mai 1915 in Brooklyn, New York City; † 7. Mai 2001 in Stanford (Kalifornien)) war ein US-amerikanischer Linguist. Er ist gleichermaßen bekannt für seine Leistungen in der Sprachtypologie (Universalienforschung, Makrofamilie) wie bei der Klassifikation der Sprachen Afrikas, Amerikas, Eurasiens und des indopazifischen Raums. In der zweiten Hälfte des 20. Jahrhunderts war er – zusammen mit Noam Chomsky – einer der einflussreichsten Linguisten weltweit. Viele Jahre forschte und unterrichtete er als Professor an der Stanford University.

## Leben und Wirken
Greenberg war der Sohn des polnisch und jiddisch sprechenden Vaters Jacob Greenberg (* 1881), eines Pharmazeuten, und dessen deutsch sprechender Ehefrau Florence Pilzer (* 1891), beide seit dem 14. Juni 1914 verheiratet. Er studierte ab dem Jahre 1932 unter Franz Boas und Ruth Benedict an der Columbia University. In dieser Zeit standen die Sprachen der indigenen Amerikaner im Mittelpunkt seines Interesses. Dann ging er nach Chicago zu Melville J. Herskovits, der an der Northwestern University lehrte. Hier begann er sich den nigerianischen Sprachen, etwa dem Hausa, zuzuwenden, die er auch erlernte. Seine Studien wurden durch den Zweiten Weltkrieg unterbrochen, in welchem er als Kryptoanalyst, codebreaker im Army Signal Corps diente. Er war bei der Landung im Jahre 1942 in Casablanca (Operation Torch) beteiligt.  Nach dem Krieg wurde er 1948 zum Professor für Anthropologie an der University of Minnesota berufen, wo er sich mit den Arbeiten von Roman Jakobson, André Martinet und dem Strukturalismus der Prager Schule vertraut machte. Später wurde er zum Professor an der Columbia University berufen, eine Tätigkeit, die er bis 1962 innehatte, während dieser Zeit beschäftigte er sich mit seinen Studien insbesondere mit den afrikanischen Sprachen. Er wurde zum Mitglied der National Academy of Sciences (1965), der American Academy of Arts and Sciences (1973) und der American Philosophical Society (1975) gewählt.
Greenberg war ein musikalischer Mensch und gab schon im Alter von vierzehn Pianokonzerte in der Steinway Hall. Er starb an einem Leberzellkarzinom.

## Beiträge zur Sprachtypologie
Greenberg wurde bekannt durch seine grundlegenden Beiträge zur Sprachtypologie, insbesondere zur Universalienforschung. Seit den 1950er Jahren untersuchte er große Sprachkorpora im Hinblick auf „linguistische Universalien“, also weltweit auftretende linguistische Merkmale in der Phonologie, Morphologie, Syntax und Semantik. Insbesondere begründete er die Idee der „linguistischen Implikation“, die zu Aussagen der folgenden Art kommt: „Wenn eine Sprache ein bestimmtes strukturelles Merkmal X besitzt, muss sie auch das Merkmal Y aufweisen.“ (Zum Beispiel: „Wenn eine Sprache einen Dual besitzt, hat sie auch einen Plural.“)

## Beiträge zur Klassifikation von Sprachen

### Afrikanische Sprachen
Greenberg ist allgemein bekannt und anerkannt für seine grundlegend neue Klassifikation der afrikanischen Sprachen, die er 1948 begann und nach vielen Zwischenstufen schließlich 1963 endgültig formulierte. Dieser Neuansatz war für seine Zeit kühn und teilweise auch spekulativ, insbesondere was die Gruppe der nilosaharanischen Sprachen angeht. Er prägte den Begriff „Afroasiatisch“ als Ersatz für den missverständlichen und belasteten Begriff „Hamito-Semitisch“. Seine Einteilung der afrikanischen Sprachen in die vier Phyla
- Afroasiatisch
- Niger-Kongo
- Nilosaharanisch
- Khoisan

war die Grundlage aller weiteren klassifikatorischen Arbeiten in der Afrikanistik seit 1963. Während die genetische Einheit des Afroasiatischen und Niger-Kongo heute unstrittig ist, muss die Khoisan-Gruppe wohl als arealer Sprachbund mit vor allem typologischen Gemeinsamkeiten betrachtet werden (zum Beispiel die Schnalz-/Klicklaute). Besonders in der Diskussion steht das Nilosaharanische, das von einigen Spezialisten (L. M. Bender, C. Ehret, H. Fleming) als genetische Einheit mit einer rekonstruierbaren Protosprache aufgefasst wird, während andere Forscher in ihm lediglich einen Sprachbund sehen, dessen Kern allerdings eine genetische Einheit darstellt. (Die aktuelle Diskussion betrifft die Größe dieses Kerns.)
Zu den Leistungen Greenbergs speziell in der Afrikanistik siehe den Artikel Afrikanische Sprachen.

### Indopazifische Sprachen
1971 schlug Greenberg die Indopazifische Makrofamilie vor, die die Papua-Sprachen (die nicht-austronesischen Sprachen Neuguineas und benachbarter Inseln), die andamanischen und tasmanischen Sprachen umfasst und aus folgenden Untergruppen besteht:
- Andamanisch (die Sprachen der indigenen andamanischen Negrito-Bevölkerung)
- Tasmanisch (die Sprachen der im 19. Jahrhundert ausgerotteten tasmanischen Urbevölkerung)
- Nukleares Neuguinea (Zentral-, Nord-, Süd-, Südwest-Neuguinea)
- West-Papua (West-Neuguinea, Nord-Halmahera, Timor-Alor)
- Ost-Neuguinea
- Nordost-Neuguinea
- Pazifisch (Bougainville, Neu-Britannien, Zentral-Melanesisch)

Diese Klassifikation – die die australischen Sprachen nicht beinhaltet – geht auf ähnliche Konzepte von A. Trombetti (Glottologia 1923) zurück. Sie wird heute fast gänzlich verworfen und dient auch nicht als Arbeitshypothese der mit diesen Sprachen beschäftigten Linguisten. Während die andamanischen und tasmanischen Sprachen jeweils eine genetische Einheit darstellen, zerfallen die Papua-Sprachen nach heutiger Kenntnis in ein Dutzend unabhängiger Sprachfamilien, deren Kern das Transneuguinea-Phylum darstellt, und einige isolierte Sprachen. Die Verwandtschaftsverhältnisse der sog. Papua-Sprachen sind bis heute nicht abschließend geklärt.

### Amerikanische Sprachen
Danach untersuchte Greenberg die indigenen Sprachen Amerikas, die nach mehrheitlicher Auffassung der einschlägigen Forschung in hunderte genetische Einheiten und isolierte Sprachen zerfallen. Sein 1987 veröffentlichtes Ergebnis ist die Einteilung aller amerikanischen Sprachen in nur drei genetische Gruppen:
- Eskimo-Aleutisch (Eskimoisch mit Inuit/Inuktitut, Yupik, Sirenik sowie Aleutisch/Unangan)
- Na-Dené (Haida, Tlingit und Eyak-Athabaskisch)
- Amerindisch (der gesamte Rest aller indigenen amerikanischen Sprachen)

Diese Dreiteilung wird durch humangenetische Untersuchungen von Luigi Luca Cavalli-Sforza und durch archäologische Forschungen gestützt, die zeigen, dass diese drei Gruppen zu unterschiedlichen Zeiten von Sibirien nach Amerika eingewandert sind, zuletzt die Eskimos. Während das Eskimo-Aleutische und prinzipiell auch das Na-Dené als genetische Einheiten schon lange anerkannt waren, fand und findet das Konzept der amerindischen Sprachen bei den meisten Amerikanisten keine Unterstützung. Für den heutigen Stand der Amerikanistik typisch ist die Darstellung von Lyle Campbell, American Indian Languages (1997), mit weit über 200 separaten genetischen Gruppen und vielen isolierten Sprachen.
Die massive amerikanistische Kritik galt hier nicht nur Greenbergs Klassifikationsergebnis, sondern vor allem seiner Methode des lexikalischen Massenvergleichs, bei der die Klassifikation sich aus dem Vergleich von Wörtern und Morphemen aus einer sehr großen Gruppe von Sprachen ergibt. Dabei werden Wortgleichungen aufgestellt und aus diesen die Klassifikationen abgeleitet; die Etablierung von Lautgesetzen und die Rekonstruktion von Protosprachen ist dann ein zweiter Schritt, der die Ergebnisse der vorhergehenden Klassifikationshypothese bestätigt, verfeinert oder auch widerlegt. (Diesen zweiten Schritt hat Greenberg in der Regel anderen überlassen.) Die Methode des Massenvergleichs hatte Greenberg auch schon bei seiner inzwischen weitgehend akzeptierten Klassifikation der afrikanischen Sprachen angewandt. Es ist letztlich auch die Methode, mit der Forscher die genetische Einheit und Gliederung des Indogermanischen oder Finno-Ugrischen erkannten, lange bevor Lautgesetze etabliert oder Protosprachen rekonstruiert wurden.
Darüber hinaus wurden Greenberg zahlreiche Fehler in seinem Datenmaterial vorgeworfen, wie falsche oder nicht existierende Wörter, Verwendung verzerrter oder überdehnter Bedeutungen, Wörter, die den falschen Sprachen zugeordnet wurden, falsche Zerlegung des Wortmaterials in Präfixe, Wortkern und Suffixe. Obwohl Greenberg in mehreren Aufsätzen seine Methode verteidigte und auch zeigte, dass viele Vorwürfe nicht zutrafen (diese Aufsätze sind in Greenberg 2005 zusammengefasst), muss man zugestehen, dass der Greenbergsche Ansatz des Amerindischen nach heutiger Einschätzung der meisten Amerikanisten weitgehend fehlgeschlagen ist. Lediglich mittelgroße Einheiten seiner Klassifikation konnten durch weitere Forschungsarbeiten bestätigt werden, was bei der heutigen Zerrissenheit der linguistischen Landschaft Amerikas auch schon ein großer Fortschritt ist. Das Aufzeigen oder endgültige Widerlegen der Verwandtschaft größerer Sprachgruppen Amerikas wird sicher noch einige Jahrzehnte intensiver linguistischer Feldarbeit und vergleichender Forschung erfordern, wenn dies nicht durch das heute bereits zu beobachtende alarmierend rasche Aussterben von Indianersprachen vorzeitig unmöglich gemacht wird.

### Eurasiatische Sprachen
Am Ende seines Lebens widmete sich Greenberg den Sprachen Eurasiens und bildete aus verschiedenen europäischen, asiatischen und nordamerikanischen Sprachfamilien und isolierten Sprachen Sibiriens eine neue Makrofamilie, die allerdings große Ähnlichkeiten mit der nostratischen Hypothese hat und auf Vorgänger aus dem 19. und frühen 20. Jahrhundert zurückgeht. Zum Eurasiatischen zählt Greenberg:
- Etruskisch
- Indogermanisch
- Uralisch-Jukagirisch
- Altaisch mit den Unterfamilien Turkisch, Mongolisch und Tungusisch
- Koreanisch-Japanisch-Ainu
- Giljakisch (Niwchisch)
- Tschuktscho-Kamtschadalisch
- Eskimo-Aleutisch

Der Unterschied zum Nostratischen besteht insbesondere darin, dass das Nostratische im Gegensatz zum Eurasiatischen das Kartwelische und Drawidische einschließt, aber nicht die kleineren sibirischen Gruppen und Einzelsprachen. Das früher regelmäßig zum Nostratischen gezählte Afroasiatische – so auch noch Dolgopolsky 1998 – wird heute auch von Vertretern des Nostratischen eher als „Schwesterphylum“ statt als Unterfamilie angesehen, wodurch sich die Ansätze von „Eurasiatisch“ und „Nostratisch“ stärker angenähert haben, zumal neuere Überlegungen zum Nostratischen auch die sibirischen Sprachen berücksichtigen.
Greenberg nennt seine Arbeit zum Eurasiatischen etwas provokativ Indo-European and its Closest Relatives. Es ist noch zu früh, den Erfolg dieser sehr umfassenden Hypothese zu beurteilen. Klassische Indogermanisten lehnen diese Folgerungen ab, da sie in eine zu große Zeittiefe hinabreichen, so dass das Material nicht mehr aussagekräftig genug sein könne. In Mother Tongue VI (2001) gibt John D. Bengtson eine detaillierte positive Kritik des ersten Bandes (Grammar, 2000). Er schließt mit den Worten: While one could quibble about certain details, there is no doubt, that Greenberg's grammatical evidence for Eurasiatic is a monumental achievement and a fitting capstone to his life's work as the supreme linguistic taxonomist of all time.
Wie beim Amerind hat Greenberg beim Eurasiatischen neben verwandten Wörtern auch grammatische Elemente miteinander verglichen, deren Ähnlichkeiten zum Teil recht überzeugend sind (insbesondere im Indogermanischen, Uralischen und Altaischen), und die durch die Konzepte Sprachbund und Entlehnung nicht einfach erklärt werden können.

## Hauptwerke von Joseph Greenberg
- 1949–1950 Studies in African Linguistic Classification. 7 Parts. Southwestern Journal of Anthropology. University of New Mexico Press, Albuquerque.
- 1957 Essays in Linguistics. The University of Chicago Press.
- 1963 The Languages of Africa. Bloomington: Indiana University Press.
- 1963 Some Universals of Grammar with Particular Reference to the Order of Meaningful Elements.
In: Joseph Greenberg (Hrsg.): Universals of Language., pp. 58–90. MIT Press Cambridge.
- 1971 The Indo-Pacific Hypothesis. CTIL 8. (Wieder abgedruckt in Greenberg 2005.)
- 1974 Language Typology. A Historical and Analytical Overview. Mouton The Hague-Paris.
- 1987 Language in the Americas. Stanford University Press.
- 2000 Indo-European and Its Closest Relatives: The Eurasiatic Language Family. Volume I: Grammar. Stanford University Press.
- 2002 Indo-European and Its Closest Relatives: The Eurasiatic Language Family. Volume II: Lexicon. Stanford University Press.
- 2005 Genetic Linguistics: Essays on Theory and Method. Edited by William Croft. Oxford University Press.